# Mawson Glacier
Mawson Glacier är en glaciär i Antarktis. Den ligger i Östantarktis. Nya Zeeland gör anspråk på området. Mawson Glacier ligger 123 meter över havet.
Terrängen runt Mawson Glacier är kuperad västerut, men österut är den platt. Trakten är obefolkad. Det finns inga samhällen i närheten.